# Гок-Пойнт (Міссурі)
Гок-Пойнт (англ. Hawk Point) — місто (англ. city) в США, в окрузі Лінкольн штату Міссурі. Населення — 676 осіб (2020).

## Географія
Гок-Пойнт розташований за координатами 38°58′17″ пн. ш. 91°7′54″ зх. д. / 38.97139° пн. ш. 91.13167° зх. д. (38.971303, -91.131742).  За даними Бюро перепису населення США в 2010 році місто мало площу 0,95 км², з яких 0,95 км² — суходіл та 0,00 км² — водойми.

## Демографія
Згідно з переписом 2010 року, у місті мешкало 669 осіб у 247 домогосподарствах у складі 169 родин. Густота населення становила 707 осіб/км².  Було 288 помешкань (304/км²).
Расовий склад населення:
| - 94,0 % — білих - 1,3 % — чорних або афроамериканців - 0,1 % — корінних американців |

До двох чи більше рас належало 3,9 %. Частка іспаномовних становила 5,8 % від усіх жителів.
За віковим діапазоном населення розподілялося таким чином: 28,4 % — особи молодші 18 років, 63,7 % — особи у віці 18—64 років, 7,9 % — особи у віці 65 років та старші. Медіана віку мешканця становила 30,4 року. На 100 осіб жіночої статі у місті припадало 98,5 чоловіків;  на 100 жінок у віці від 18 років та старших — 95,5 чоловіків також старших 18 років.
Середній дохід на одне домашнє господарство  становив 48 812 долари США (медіана — 47 721), а середній дохід на одну сім'ю — 55 345 доларів (медіана — 53 750). За межею бідності перебувало 26,7 % осіб, у тому числі 44,9 % дітей у віці до 18 років та 3,4 % осіб у віці 65 років та старших.
Цивільне працевлаштоване населення становило 311 осіб. Основні галузі зайнятості: роздрібна торгівля — 23,5 %, будівництво — 17,7 %, освіта, охорона здоров'я та соціальна допомога — 13,8 %, науковці, спеціалісти, менеджери — 13,2 %.